# Liacarus spiniger
Liacarus spiniger är en kvalsterart som beskrevs av Arthur P. Jacot 1937. Liacarus spiniger ingår i släktet Liacarus och familjen Liacaridae. Inga underarter finns listade i Catalogue of Life.